# ソニー・インタラクティブエンタテインメント
ソニー・インタラクティブエンタテインメント（英: Sony Interactive Entertainment 略称: SIE）は、日本の多国籍コングロマリットであるソニーグループの傘下の、多国籍ビデオゲーム・デジタルエンタテインメント企業。コンピュータエンターテインメント協会正会員。家庭用ゲーム機のPlayStationシリーズで知られる。
SIEグループは、2つの法人組織、株式会社ソニー・インタラクティブエンタテインメント（英: Sony Interactive Entertainment Inc. 略称: SIE Inc.）とSony Interactive Entertainment LLC（SIE LLC）で構成されている。東京都港区に本社を置くSIE Inc.は、株式会社ソニー・コンピュータエンタテインメント（SCEIまたはSCE）として1993年11月に設立され、ソニーのPlayStationソフト用ゲーム機の開発というベンチャー事業を行っていた。グループ本社となるSIE LLCは、2016年4月にアメリカ合衆国カリフォルニア州サンマテオに設立され、ソニーのアメリカ現地法人であるソニー・コーポレーション・オブ・アメリカを通じて運営されている。
同社は1994年の初代PlayStationの発売以来、家庭用ゲーム機PlayStationシリーズの開発、アクセサリーやサービスのラインナップを展開してきた。日本から北米とヨーロッパに進出し、1994年5月にはカリフォルニア州フォスターシティサンマテオ（San Mateo）にSony Computer Entertainment America（SCEA）を、1995年1月には英国ロンドンにSony Computer Entertainment Europe（SCEE）を設立した。同社は瞬く間に、ビデオゲームやインタラクティブエンターテインメントの研究開発におけるソニーの主要なリソースとなった。2016年4月には、SCEとSony Network Entertainment Internationalを再編し、両社の事業と主要な目的を引き継いでSIEに改組した。同年、カリフォルニア州サンマテオに本社を置くSIE LLCが設立された。
SIEは、PlayStation向けゲーム機のハード・ソフトの研究開発、製造、販売を行っている。SIEはビデオゲームタイトルの開発・販売も行っており、ソニーの最大の市場である北米、欧州、アジアで複数の子会社を運営している。

## 沿革

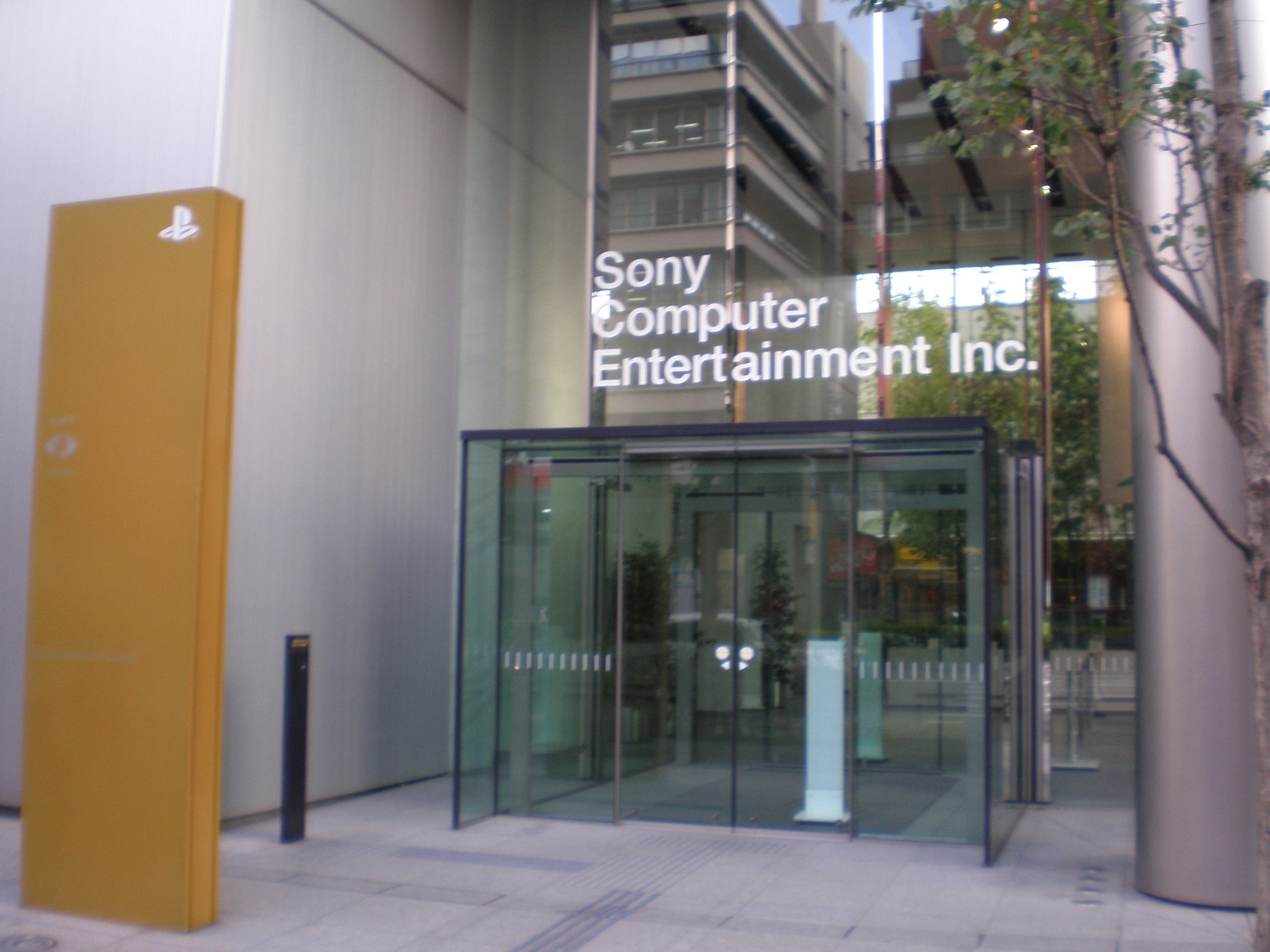
かつて東京都・青山に存在していた旧SCE本社（2007年10月）

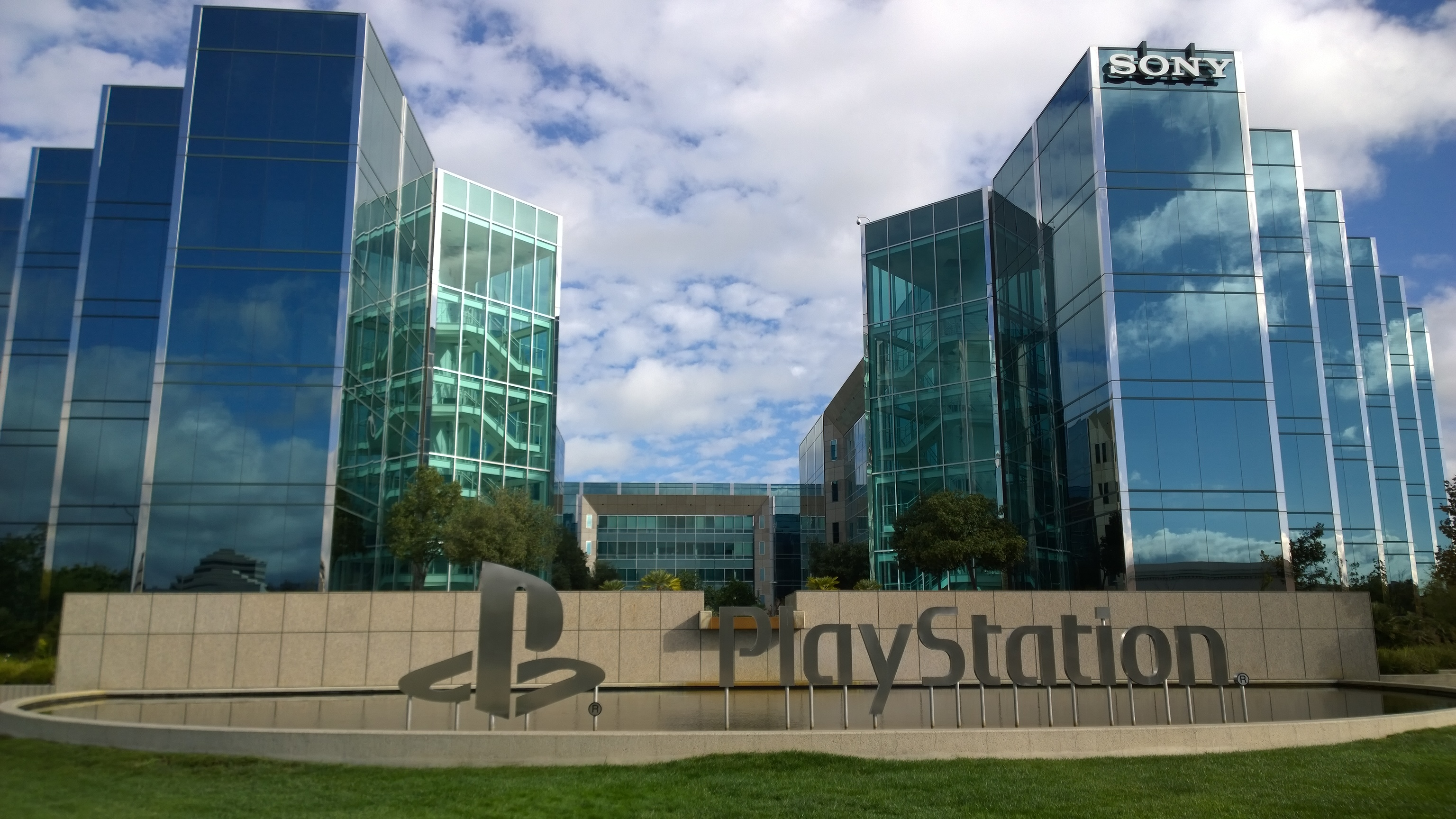
カリフォルニア州サンマテオにあるSIE LLC本社

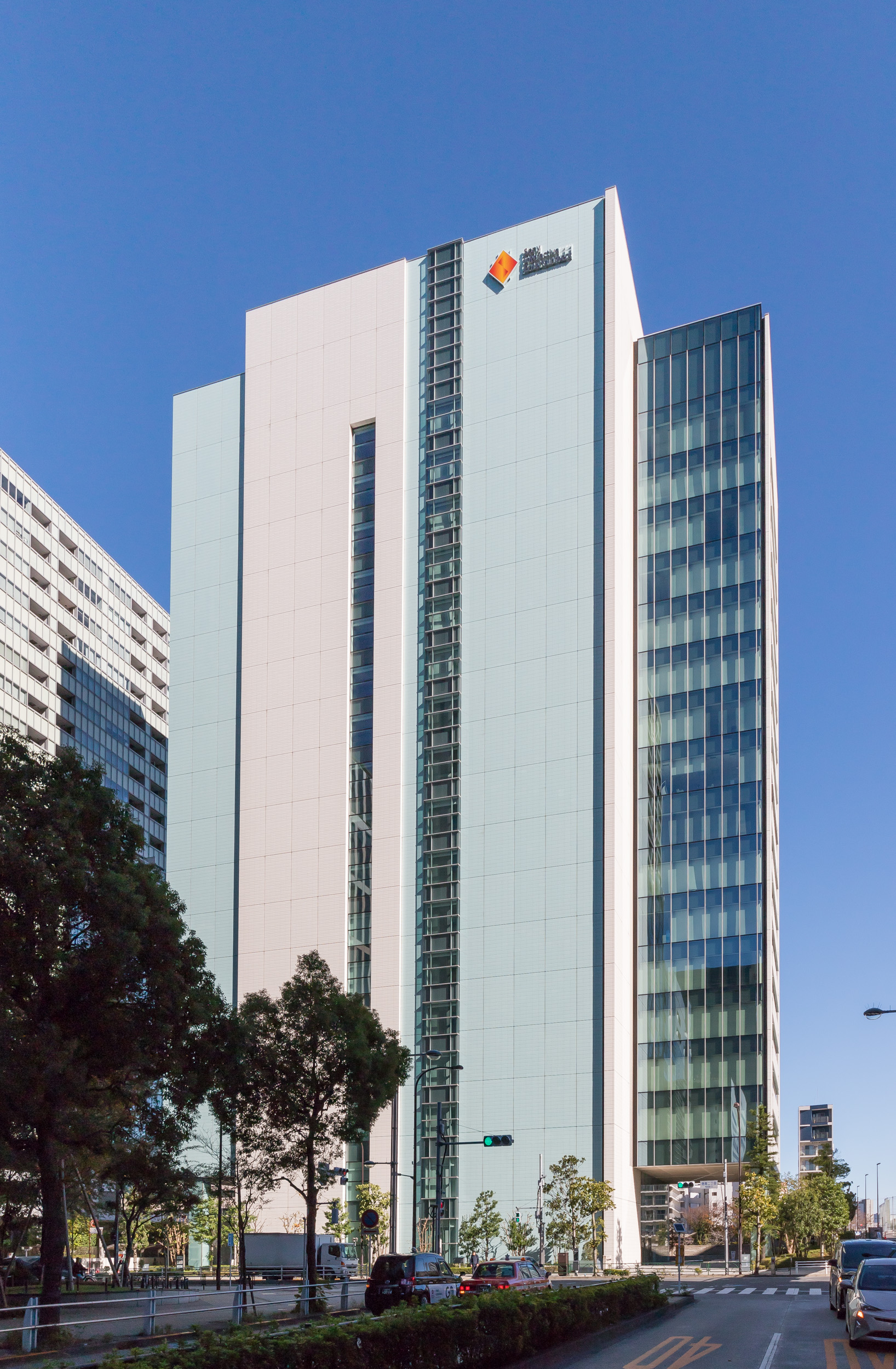
日本法人はソニーシティと芝浦クリスタル品川港南ビルを拠点としている。

- 1993年（平成5年）11月16日 - 株式会社ソニー・コンピュータエンタテインメント（英: Sony Computer Entertainment Inc.、略称: SCE・SCEI）として設立。初代社長は小澤敏雄（おざわ としお）。副社長に丸山茂雄[7]。
- 1994年（平成6年）
  - 5月18日 - Sony Computer Entertainment Inc.の一部門として、Sony Computer Entertainment America設立。
  - 12月3日 - 初代PlayStation発売。
- 1995年（平成7年）
  - 1月5日 - Sony Electronic Publishing Ltd.の一部門として、Sony Computer Entertainment Europe設立。
  - 2代社長に徳中暉久（とくなか てるひさ）就任。
  - 秋 - クリエイター発掘・支援企画「ゲームやろうぜ!」開始。
- 1997年（平成9年）
  - 1月2日 - 100%出資子会社として、Sony Computer Entertainment America Inc.設立。
  - 4月1日 - 100%出資子会社として、Sony Computer Entertainment Europe Limited設立。
  - 9月1日 - Sony Computer Entertainment Hong Kong Limited設立。
- 1999年（平成11年）
  - 1月23日 - PocketStation発売。
  - 3月2日 - PlayStation 2（PS2）発表。
  - 3月4日 - 東芝と0.18ミクロン世代半導体生産に向けての新会社（大分）設立で基本合意。
  - 4月1日 - 3代社長に久夛良木健（くたらぎ けん）就任。
  - 4月1日 - Sony Computer Entertainment Japan設立。
  - 7月16日 - 株式会社SCE長崎セミコンダクタを設立。
- 2000年（平成12年）
  - 2月1日 - PlayStation.com Japan設立。
  - 3月4日 - PlayStation 2（PS2）発売。
  - 7月7日 - PS one発売。
- 2001年（平成13年）
  - 3月9日 - ソニー・コンピュータエンタテインメント、IBM、東芝がブロードバンド時代に向けた超並列プロセッサの共同研究および開発に合意。
  - 10月9日 - スクウェアの第三者割当増資149億円の引き受けで合意。
  - 12月3日 - Sony Computer Entertainment Korea Inc.設立。
- 2002年（平成14年）1月30日 - Linux for PlayStation 2 Release 1.0を全世界で発売。
- 2003年（平成15年）12月13日 - ソニーがPSX発売。SCEの開発したPSXのインターフェイス（クロスメディアバー）がソニー共通のインターフェイスとなる。
- 2004年（平成16年）
  - 4月1日 - ソニー株式会社の完全子会社となる。
  - 12月12日 - PlayStation Portable（PSP）発売。
- 2005年（平成17年）
  - 7月1日 - Sony Computer Entertainment Asia設立。
  - 7月21日 - 英国SNシステムズ社買収にむけて基本合意。
  - 9月1日 - SCEワールドワイド・スタジオ（SCE WWS）設立。日米欧のソフトウェア制作部門を統合。代表はフィル・ハリソン。
  - 10月26日 - クリエイター発掘・支援企画「ゲームやろうぜ! 2006」開始。
  - 12月7日 - SCEEがソフト開発会社のGuerrilla B.V.を買収。
- 2006年（平成18年）
  - 1月12日 - SCEAがオンラインゲーム開発会社Zipper Interactiveを買収。
  - 3月15日 - PSビジネスブリーフィング開催。
  - 11月10日 - PS3 Linux Distributor's Starter Kit（Ver1.0）公開[8]。
  - 11月11日 - PlayStation 3（PS3）発売。PlayStation Store開設。
  - 12月1日 - 4代社長に平井一夫就任。久夛良木は会長へ昇格。
- 2007年（平成19年）
  - Sony Computer Entertainment TaiwanをSCEHから独立させて設立。
  - 4月27日 - 同年6月19日付けで平井社長を社長兼グループCEOに昇格。久夛良木は名誉会長へ就任を発表。
  - 9月27日 - MotorStorm 〜モーターストーム〜で著名な英国のソフト開発会社Evolution Studiosを買収。
- 2008年（平成20年）
  - 2月25日 - SCE WWS代表フィル・ハリソンが退社。
  - 3月14日 - Sony Online Entertainmentを傘下に加える。
  - 5月16日 - SCE WWS代表に吉田修平が就任。
  - 7月25日 - クリエイター発掘・支援企画「PlayStation C.A.M.P!」を発表。
- 2010年（平成22年）
  - 3月2日 - リトルビッグプラネットを開発した英国のソフト開発会社メディアモレキュールを買収。
  - 3月10日 - PSP向けグラフィック描画ツールPhyreEngine for PSPを今春からPSPソフトウェア開発者向けに提供を開始[9]。
  - 4月1日 - SCEのネットワーク部門をソニー本社に移管するために必要な組織再編、法人再編手続きを行った。これによりPlayStation Network（PSN）はソニーに移管した[10]。19億3300万円から1億円に減資。
  - 8月23日 - 本社を港区南青山2丁目のTK南青山ビルから同区港南1丁目のソニーシティ（ソニー本社ビル）に移転した。
- 2011年（平成23年）
  - 1月27日 - PlayStation Meeting 2011開催。NGP（後のPlayStation Vita）とPlayStation Suite（後のPlayStation Mobile）を発表した。
  - 6月7日 - E3にてNGPの正式名称「PlayStation Vita」と仕様、希望小売価格などが発表された。
  - 6月29日 - SCEJ、SCEアジア、SCE WWS JAPANスタジオ、SCE WWSグローバルプラットフォームを青山エリアから品川エリアに移転。
  - 8月2日 - サッカーパンチプロダクションズを買収[11]。
  - 9月1日 - 5代社長にアンドリュー・ハウス就任。平井は会長へ昇格。
  - 12月17日 - PlayStation Vita（PS Vita）発売。
- 2012年（平成24年）
  - 5月24日 - SCEアジアが中国語ローカライズセンターの本格稼働を発表[12]。
  - 6月25日 - 平井一夫が会長を退任し、非常勤取締役へ。
  - 7月2日 - クラウドゲームのGaikaiを3億8000万ドル（当時約300億円）で買収[13]。
- 2013年（平成25年）
  - 1月15日 - ゲーム機本体の保証期間を有料で2年延長する「PlayStation延長保証サービス」開始[14]。
  - 2月20日 - ニューヨークでPlayStation Meeting 2013開催。PlayStation 4（PS4）と、クラウドゲームストリーミングサービスの実施（後のPlayStation Now）を発表した[15]。
  - 3月15日 - ユニティ・テクノロジーズと戦略的提携について合意。Unityが PS3、PS4、PS Vita、PSMにおいて最適化される。同時にSCEが開発中のクラウドサービス向けコンテンツの開発にも対応する[16]。
  - 4月1日 - SCE JapanとSCE Asiaが統合されてSCE Japan Asiaとなった[17]。
  - 9月9日 - SCEJA Press Conference 2013開催。PlayStation 4（PS4）の日本における内容とPlayStation Vita TV（PS Vita TV）を発表した[18]。
  - 11月15日 - PlayStation 4（PS4）が日本国外で発売。初回地域は北米。
- 2014年（平成26年）
  - 1月7日 - クラウドゲームストリーミングサービス「PlayStation Now」を発表[19]。
  - 2月22日 - PlayStation 4（PS4）が日本で発売。
  - 5月26日 - 上海東方明珠文化発展有限公司とソニー（中国）有限公司の合弁で、上海東方明珠索楽文化発展有限公司と索尼電脳娯楽（上海）有限公司が上海の自由貿易試験区に設立されることが判明[20][21]。
  - 11月13日 - クラウドベースのTVサービス「PlayStation Vue」を発表[22][注 1]。
- 2016年（平成28年）
  - 4月1日
    - SCEIとPSNなどのネット部門を手がけるソニー・ネットワークエンタテインメントインターナショナル（SNEI）の各事業組織のオペレーションを統合し、ソニー・インタラクティブエンタテインメントLLC（SIEI）を設立[5]。それに伴い、SCEIは株式会社ソニー・インタラクティブエンタテインメント（SIEI）、SNEIはソニー・インタラクティブエンタテインメント・ネットワーク・アメリカに社名変更[23][24]。
    - SIEIの子会社としてスマートデバイス向けゲームアプリ・各種サービス提供会社、株式会社フォワードワークスを設立[25]

  - 7月27日 - ゲーム開発プロジェクト「China Hero Project」開始[26]
  - 10月13日 - PlayStation VR発売。
- 2017年（平成29年）
  - 10月3日 - 6代社長に小寺剛が就任。アンドリュー・ハウスが会長に昇格[27]（同年12月会長を退任）。
- 2019年（平成31年、令和元年）
  - 1月31日 - Audiokinetic（Audiokinetic INC. 本拠地：カナダ ケベック州モントリオール、日本支社：東京）の買収を発表
  - 3月26日 - State of Play配信開始[28]。
  - 4月1日 - 7代社長にジム・ライアンが就任。小寺剛が副社長に就任[29]。
  - 8月20日 - インソムニアックゲームズの買収を発表[30]。
  - 10月8日 - 2020年末に「PlayStation 5（PS5）」を発売することを発表[31][32]。
- 2020年（令和2年）
  - 11月12日 - PlayStation 5発売。
- 2021年（令和3年）
  - 3月19日 - Evolution Championship SeriesをRTS社と共同買収したことを発表[33]。
  - 6月29日 - Housemarque（英語版）（Housemarque Oy 本拠地: フィンランド ヘルシンキ）の買収を発表[34]。
  - 7月1日 - Nixxes Software（Nixxes Software B.V. 本拠地: オランダ ユトレヒト）の買収を発表[35]。
  - 8月1日 - フォワードワークスの親会社がソニー・ミュージックエンタテインメントに異動[36]。
  - 9月8日 - Firesprite（英語版）（Firesprite Limited. 本拠地: イギリス リヴァプール）の買収を発表[37]。
  - 10月1日 - Bluepoint Games（Bluepoint Games Inc. 本拠地: アメリカ オースティン）の買収を発表[38]。
  - 12月11日 - Valkyrie Entertainment（Valkyrie Entertainment LLC. 本拠地: アメリカ シアトル）の買収を発表[39]
- 2022年（令和4年）
  - 1月31日 - バンジー（Bungie, Inc. 本拠地: アメリカ ベルビュー）の買収を発表[40][41]。
  - 3月10日 - 家庭用ゲーム機「PlayStation 5」やゲームソフトなどの出荷をロシアで停止するとともに、インターネット上でゲームソフトなどが購入できる「PlayStation Store」の運営も停止したと発表した[42]。
  - 3月22日 - Haven Entertainment Studios（Haven Entertainment Studios Inc. 本拠地: カナダ モントリオール）の買収を発表[43]。
  - 7月19日 - Repeat.ggの買収を発表[44]。
  - 8月29日 - Savage Game Studios（現在の社名はNeon Koi. 本拠地: フィンランド ヘルシンキ、ドイツ ベルリン）の買収を発表[45]。
- 2023年（令和5年）
  - 2月22日 - PlayStation VR2発売。
  - 4月21日 - Firewalk Studios （本拠地:アメリカ ワシントン州ベルビュー）を買収[46]。
  - 5月9日 - ゲーム開発プロジェクト「India Hero Project」開始[47]
  - 8月25日 - Audeze （本拠地：アメリカ カリフォルニア州サンタアナ）を買収[48]。
  - 10月1日 - 会長にソニーグループ十時裕樹CEOが就任（2024年4月1日付で暫定CEOに就任）
  - 11月15日- PlayStation Portal発売。
- 2024年（令和6年）
  - 2月27日 - ロンドンスタジオを閉鎖[49]。
  - 3月31日 - ジム・ライアンがCEOを辞任。
  - 4月1日 - 十時裕樹が暫定CEOに就任。
  - 6月1日 - 十時裕樹が会長に就任。西野秀明がプラットフォームビジネスグループCEO、ハーマン・ハルストがスタジオビジネスグループCEOに就任[50]。
- 2025年（令和7年）
  - 4月1日 - 十時裕樹が会長を退任しソニーグループ社長CEOに就任。西野秀明が社長CEOに就任[51]。

## 歴史
1993年（平成5年）、ソニーの技術者やソニー・ミュージックエンタテインメントのスタッフらによって東京に創立された。
創立の切っ掛けは、1990年代前半に任天堂と共同で計画していたCD-ROM対応型のスーパーファミコン開発の契約が任天堂側の締結後中途破棄によって決裂したことを発端としていて、後に参入ハード第1号に命名した「PlayStation」も共同開発ゲーム機のコードネームとして付けられたものであった（詳しくはPlayStation (ゲーム機)#沿革を参照）。
1994年、当時としては最先端の3D映像技術を武器とした家庭用ゲーム機、PlayStation（PS）でゲームハード市場に参入。セガのセガサターンや任天堂のNINTENDO 64と激しい市場競争を繰り広げた。競争はしばらく続いたが、1997年の『ファイナルファンタジーVII』（スクウェア）のヒットが決定打となり、PSは発売から3年で1100万台を出荷し、SCEはハード市場における首位の座に立った。創業当時副社長（のち会長）であった丸山茂雄は、SCEがゲーム業界に溶け込めたのは自身を含めたソニー・ミュージック出身者たちがエレクトロニクス業界とは異業種のエンターテインメント業界を知っていたことが理由であると述べている。1999年には携帯周辺機器、PocketStationを発売した。
2000年に発売したPlayStation 2（PS2）でも、セガのドリームキャストや任天堂のニンテンドー ゲームキューブ、マイクロソフトのXboxなどの競合商品を相手に優位を維持し、主導権を握りハード市場の首位の座にあり続けた。PS2はDVD再生機能を備えており、当時としては安価なDVDプレーヤーでもあったため、その普及の立役者にもなった。
2001年には経営危機にあったスクウェア（後のスクウェア・エニックス・ホールディングス）に支援のため出資。同社の立て直しに貢献した。
2004年に発売したPlayStationプラットフォーム初の携帯型ゲーム機PlayStation Portable（PSP）や、ブルーレイプレイヤーとしても普及の引導役を期待されていた2006年発売のPlayStation 3（PS3）は、任天堂のニンテンドーDSやWiiとの普及競争に苦戦した。両ハードとも日本や欧州で一定の成功を収めていたが、PS3は北米市場においてマイクロソフトのXbox 360に先を越され、据置機の世界累計売上げは2013年までの6年間を3番手に甘んじることになった。
1994年に初代PlayStationを発売して以来、自社のハードの売り上げ数に関しては「生産出荷台数」（工場から自社倉庫へ出荷した数、すなわち生産台数）のみを公表していたが、2007年に他社同様の売上実績数（小売・卸への販売数、すなわち出荷台数）の公開に変更した。
こうした中、ソニー本体との連携強化のため、2010年4月1日に組織再編が行われた。同日をもってPlayStation Network（PSN）などを統括していたネットワーク部門をソニーに移管し、SCEは家庭用ゲーム機とソフトの開発・製造・販売に専念する体制に移行した。また、同年夏には本社を東京・青山から港南のソニーシティ内に移転、開発部門も品川区に移転した。
2010年2月には旧SCEを「SNEプラットフォーム」と改称し、そこからゲーム機及びソフト開発などの部門を承継させる形で改めてSCEを新設、ネットワーク部門のみを残したSNEプラットフォームを即座にソニー本社が分割・吸収合併する形をとり、よりゲーム部門専業の体制へと再編された。
2011年末に発売されたPlayStation Vitaは世界的な販売不振に至り、2016年末に欧米向けの発売を終了。そして、2019年3月1日には日本での発売を終了。
2013年11月15日に発売したPlayStation 4（PS4）は世界的に販売を伸ばし、2019年6月30日時点でPlayStation 2（PS2）を上回る据え置き機ゲーム市場最速の出荷台数1億台を達成した。
2018年7月22日時点で歴代PlayStationハードウェアの世界累計実売台数が5億2530万台を突破したと発表。
2019年12月3日に「プレイステーション」が「史上最も売れた家庭用ビデオコンソールブランド」のギネス世界記録に認定。
2024年2月27日、SIEの全世界の従業員数の8%にあたる約900人を削減すると発表した。欧米や日本、アジア太平洋地域などの世界全ての地域を対象とし、自社のゲーム開発スタジオで働く従業員を削減していく。

## ハードウェアメーカーとしてのSIE

### ハードウェアの方針
SIEのゲーム機は高い処理性能によって他社との差別化を図っているものが多い。
例えば、PSではGTEによるジオメトリ性能の強化を図り、PS2ではエンベデッドDRAMを採用しピクセル描画性能を高め、PS3ではCellによる浮動小数点演算性能を強化して物理演算などによる仮想世界の構築に焦点を合わせた。
これらの特徴を得るために、最先端キーデバイスの自社開発を積極的に進めた。PSではジオメトリエンジン（GTE）の仕様策定に関わり、PS2では東芝とCPU（Emotion Engine）を共同開発した。また描画LSIのGSはソニー木原研究所（2006年4月1日にソニー技術開発本部に移管）との共同開発である。PS3ではソニー、東芝、IBM3社共同でSTI Design Centerを設立し、218GFLOPS 3.2GHzの強力なプロセッサ（Cell）を開発した。また、携帯機であるPSPのLSIは据え置き機であるPS2よりも開発難易度が低い。
しかし、PS Vita以降はプロセッサの開発コストが高騰し、Cell Broadband EngineのベースであるPowerPCのような独自化して普及しない規格が増えている半導体業界の情勢を踏まえ、プロセッサの自社開発やプロセッサメーカー標準品からの大幅なカスタマイズを避け、VitaではARM、4以降はx86系ワンチップLSIを採用している。

### 生産戦略
PS2からは主要半導体の自社（ソニーグループ内）生産を戦略とした。他社半導体メーカによる供給と異なり、部材確保のタイミングやコストをコントロールしやすく、製品の垂直立ち上げや発売初動から安価な値付けを行うなどの演出を実現した。PS2の国内初動100万台販売やPSPの約2万円の価格など、従来のこれらの規模の製品ではあまり例のない販売実績を積み上げた。特にPSPは立上げ当初から最先端のプロセス技術を用い、高いコスト性能比や電力性能比を実現した。自社生産のメリットを活かし、コストダウンを目的としたチップシュリンク（面積縮小）や統合を積極的に進めた。PS2のEEやGSなどはそれぞれ4度、6度のシュリンクの末に初期時の約6分の1の大きさになるEE+GSへと統合を果たす成功を見た。PS3のCell等も初期は90nmプロセスを用い、65nmプロセスの工場を建設し、また45nmプロセス技術開発を東芝、NECエレクトロニクスと締結するなど、先々のコストダウンを見据えたが、PS3販売の苦戦や半導体プロセス開発コストの高騰、半導体技術の進歩の鈍化のため、コストダウンは目論見通りにはいかなかった。積極的なコストダウン策による内部仕様の変更などで、上位互換性が多少損なわれたり、時には自機種向けのソフトウェアに対する互換も確保されない場合があるなど、問題点もある。半導体工場への投資は、その規模が莫大でリスクを伴う反面、成功時の実りも大きく波及効果もある。
しかし、半導体のプロセス開発コストが高騰したため、PS4のメインプロセッサの製造では他社に製造を委託している。

### 互換戦略
開発するゲーム機器は、かつて同一カテゴリ品においては下位（後方）互換性を確保する戦略を用いていた。PS2はI/OコントローラーにPSのCPU等を取り込む事によって互換を維持した。
PS3も初期の20GB・60GBモデルではPS・PS2互換機能を提供していた。しかしPS3は40GBモデルから低価格化・低消費電力化のために、PS2互換機能を廃止した。初代PS互換についてはPS3においてPS2互換廃止後も継続しており、ゲームアーカイブス版はPS3だけでなくPSP・PS Vitaでも動作する。PS4以降は過去のいかなるPSシリーズの互換機能も備えていないが、2024年以降はPlayStation Plusの一部会員向けにPS1、PS2、PSP用エミュレーターを配布している。
PS5は一部のタイトルを除いた 4,000タイトル以上のPS4タイトルが動作する。
PS VitaはUMDドライブを装備していないためUMDで販売されたPSPタイトルを動作させることはできないが、PSNでオンライン販売されているPSPタイトルについては動作させることができるものと不可能なものが混在している。
互換性とは呼べないものの、2014年1月にはクラウドゲームストリーミングサービスによるPS1、PS2、PS3のゲームをPS3、PS4、PS Vitaと一部の液晶テレビ（ブラビア）上でプレイできるサービス、「PlayStation Now」が発表された。

### 主な製品
広告などで新製品の発売日を覚えやすくするために、PlayStationの発売日を1994年12月3日、PlayStation 2の発売日を平成12年3月4日、PlayStation Portableの発売日を2004年12月12日とするなど、日付にぞろ目を起用する傾向がある。また、PlayStation Vitaを除く過去すべてのゲーム機の日本発売日を大安に設定している（PS Vitaのみ先負、詳細は「PlayStation#その他（雑学）」を参照）。
| カテゴリ                | 製品                                  | 発売日（日本） |
| ----------------------- | ------------------------------------- | -------------- |
| 据え置き型ゲーム機      | PlayStation                           | 1994年12月3日  |
| 据え置き型ゲーム機      | PlayStation 2                         | 2000年3月4日   |
| 据え置き型ゲーム機      | PlayStation 3                         | 2006年11月11日 |
| 据え置き型ゲーム機      | PlayStation 4                         | 2014年2月22日  |
| 据え置き型ゲーム機      | PlayStation 5                         | 2020年11月12日 |
| 携帯型ゲーム機          | PocketStation                         | 1999年1月23日  |
| 携帯型ゲーム機          | PlayStation Portable                  | 2004年12月12日 |
| 携帯型ゲーム機          | PlayStation Vita                      | 2011年12月17日 |
| その他                  | PS one                                | 2000年7月7日   |
| その他                  | PSX（発売はソニーから）               | 2003年12月13日 |
| その他                  | PSP go                                | 2009年11月1日  |
| その他                  | PlayStation Vita TV（PlayStation TV） | 2013年11月14日 |
| その他                  | PlayStation Classic                   | 2018年12月3日  |
| その他                  | PlayStation Portal                    | 2023年11月5日  |
| 周辺機器 （据え置き型） | PlayStation BB Unit                   | 2003年6月12日  |
| 周辺機器 （据え置き型） | EyeToy                                | 2004年2月11日  |
| 周辺機器 （据え置き型） | PlayStation Eye                       | 2007年10月25日 |
| 周辺機器 （据え置き型） | PlayStation Move                      | 2010年10月21日 |
| 周辺機器 （据え置き型） | PlayStation Camera                    | 2014年2月22日  |
| 周辺機器 （据え置き型） | PlayStation VR                        | 2016年10月13日 |
| 周辺機器 （据え置き型） | PlayStation VR2                       | 2023年2月22日  |
| 周辺機器 （携帯型）     | ちょっとショット                      | 2006年11月2日  |
| 周辺機器 （携帯型）     | GPSレシーバー                         | 2006年12月7日  |
| カスタムコントローラー  | DualSense Edge                        | 2023年1月26日  |
| 知育玩具                | toio                                  | 2019年3月20日  |

## ソフトウェアパブリッシャー・デベロッパーとしてのSIE
PlayStation Studios
自社で発売する全世界のゲームソフトは、社内組織「ワールドワイド・スタジオ」の設立以降は全てこの下で統括されている。社内スタジオや子会社による開発のほか、外部デベロッパー開発のソフトも含まれる。2020年に「PlayStation Studios」にブランド名が変更された。
自社が開発する作品であっても「Marathon」「MLB The Show 25」「LEGO ホライゾン アドベンチャー」などはNintendo SwitchやXbox Series X|Sといった他社のコンソールで展開を行っているものも存在し、2025年にはSIEがIPの権利を所有する「パタポン」「みんなのゴルフ」などのシリーズ作品がNintendo Switch作品と第一報が発表され、その後PS5版が発表された。
代表的なゲームソフトウェア
| タイトル                         | 発売年          |
| -------------------------------- | --------------- |
| アークザラッドシリーズ           | 1995年 -        |
| ワイプアウトシリーズ             | 1995年 -        |
| ポポロクロイス物語シリーズ       | 1996年 -        |
| Formula Oneシリーズ              | 1996年 - 2006年 |
| クラッシュ・バンディクーシリーズ | 1996年 - 2000年 |
| ワイルドアームズシリーズ         | 1996年 -        |
| I.Qシリーズ                      | 1997年 - 2006年 |
| みんなのGOLFシリーズ             | 1997年 -        |
| グランツーリスモシリーズ         | 1997年 -        |
| XIシリーズ                       | 1998年 - 2006年 |
| やるドラシリーズ                 | 1998年 - 2000年 |
| サルゲッチュシリーズ             | 1999年 - 2010年 |
| どこでもいっしょシリーズ         | 1999年 -        |
| ぼくのなつやすみシリーズ         | 2000年 - 2009年 |
| 高機動幻想ガンパレード・マーチ   | 2000年          |
| ICO                              | 2001年          |
| ジャック×ダクスターシリーズ      | 2001年 - 2009年 |
| SOCOMシリーズ                    | 2002年 - 2011年 |
| ラチェット&クランクシリーズ      | 2002年 -        |
| 怪盗スライ・クーパーシリーズ     | 2003年 - 2013年 |
| SIRENシリーズ                    | 2003年 - 2008年 |
| SingStarシリーズ                 | 2004年 -        |
| KILLZONEシリーズ                 | 2005年 -        |
| ワンダと巨像                     | 2005年          |
| ゴッド・オブ・ウォーシリーズ     | 2005年 -        |
| ローグギャラクシー               | 2005年          |
| MLB: The Showシリーズ            | 2006年 -        |
| RESISTANCEシリーズ               | 2006年 - 2012年 |
| MotorStormシリーズ               | 2006年 - 2012年 |
| アンチャーテッドシリーズ         | 2007年 -        |
| 勇者のくせになまいきだ。シリーズ | 2007年 -        |
| リトルビッグプラネットシリーズ   | 2008年 -        |
| Demon's Souls                    | 2009年          |
| inFAMOUSシリーズ                 | 2009年 -        |
| Invizimalsシリーズ               | 2009年 -        |
| GRAVITY DAZEシリーズ             | 2012年 - 2017年 |
| SOUL SACRIFICE                   | 2013年          |
| The Last of Usシリーズ           | 2013年 -        |
| bloodborne                       | 2015年          |
| 人喰いの大鷲トリコ               | 2016年          |
| Horizonシリーズ                  | 2017年 -        |
| Marvel's Spider-Manシリーズ      | 2018年 -        |
| ASTRO BOT: RESCUE MISSION        | 2018年          |
| Ghost of Tsushima                | 2020年          |

## 地域子会社と販売地域
各地域子会社がその地域のPlayStation販売を担当している。太字で記載されている販社が地域を代表して統括する。SIEAは中南米も統括。SIEEはオセアニアも統括している。
よく誤解されているが、SCEIとは異なり、SIEJAという会社は存在しない。株式会社ソニー・インタラクティブエンタテインメントの販売部門をSIEJAと称しているだけである。
| 地域                                 | 形態   | 販売組織 | 販売地域 |
| ------------------------------------ | ------ | --- | --- |
| 日本・アジア                         | 部門名 | ソニー・インタラクティブエンタテインメントジャパンアジア （Sony Interactive Entertainment Japan Asia）[SIEJA] | 日本、台湾、香港、インドネシア、シンガポール、タイ、フィリピン、ベトナム、マレーシア、韓国、中国                                                                                      |
| 北アメリカ・中央アメリカ・南アメリカ | 子会社 | ソニー・インタラクティブエンタテインメントアメリカ （Sony Interactive Entertainment America LLC）[SIEA]       | アメリカ合衆国、カナダ、メキシコ、エルサルバドル、グアテマラ、コスタリカ、ニカラグア、パナマ、ホンジュラス、 アルゼンチン、エクアドル、コロンビア、チリ、ブラジル、ベネズエラ、ペルー |
| ヨーロッパ・オセアニア               | 子会社 | ソニー・インタラクティブエンタテインメントヨーロッパ （Sony Interactive Entertainment Europe Ltd.）[SIEE]     | ヨーロッパ各国 |

## 傘下スタジオ・企業
自社スタジオ
| 名称                 | 所在国     | 設立   | 概要 |
| -------------------- | ---------- | ------ | --- |
| サンタモニカスタジオ | アメリカ   | 1999年 | ゴッド・オブ・ウォーシリーズ、Kinetica、Incognito EntertainmentとWARHAWKの共同開発など。                                                                            |
| サンディエゴスタジオ | アメリカ   | 2001年 | マーク・オブ・クリィシリーズ、MLB、NBAシリーズなど。 |
| サンマテオスタジオ   | アメリカ   | 1998年 | SIEA本部。旧・フォスターシティースタジオ。Zipper InteractiveとSOCOMシリーズの共同開発、サッカーパンチプロダクションズと怪盗スライ・クーパーシリーズの共同開発など。 |
| ベンドスタジオ       | アメリカ   | 1993年 | 2000年に買収した旧・Eidetic。サイフォンフィルターシリーズなど。 |
| Team ASOBI           | 日本       | 2021年 | 2012年にSIEジャパンスタジオ内に設立。2021年4月以降はSIEジャパンスタジオを統合する形で単独のスタジオとなった。アストロボットシリーズなど。                           |
| Sony XDev Europe     | イギリス   | 2000年 | 外部デベロッパー開発のソフトの開発サポート。Detroit：Become Humanなど。                                                                                             |
| マレーシアスタジオ   | マレーシア | 2020年 | プレイステーションゲームのアニメーションなどを担当する。 |

子会社
| 名称                           | 所在国       | 設立          | 取得           | 概要 |
| ------------------------------ | ------------ | ------------- | -------------- | --- |
| ポリフォニー・デジタル         | 日本         | 1998年4月2日  | -              | 1998年にSCEから分社化。グランツーリスモシリーズ。                                                                                    |
| ノーティードッグ               | アメリカ     | 1984年9月27日 | 2001年         | クラッシュ・バンディクーシリーズ、アンチャーテッドシリーズ、The Last of Usシリーズ。                                                 |
| ゲリラゲームズ                 | オランダ     | 2000年1月1日  | 2005年         | KILLZONEシリーズ、Horizenシリーズ。                                                                                                  |
| メディアモレキュール           | イギリス     | 2006年1月4日  | 2010年         | リトルビッグプラネットシリーズ。 |
| サッカーパンチプロダクションズ | アメリカ     | 1997年10月    | 2011年         | スライ・クーパーシリーズ、INFAMOUSシリーズ。                                                                                         |
| インソムニアックゲームズ       | アメリカ     | 1994年2月28日 | 2019年8月20日  | ラチェット&クランクシリーズ。 |
| Audiokinetic                   | カナダ       | 2000年        | 2019年1月31日  | ビデオゲーム業界向けオーディオソフトウェア開発。Wwiseで知られている。                                                                |
| Housemarque                    | フィンランド | 1995年7月19日 | 2021年6月29日  | Returnal、Nex Machina、ALIENATIONなど。                                                                                              |
| Nixxes Software                | オランダ     | 1999年        | 2021年7月1日   | コンソールからPCへの移植や開発協力を行う。Marvel's Avengers（開発協力）、トゥームレイダーシリーズ（移植、Tomb Raider: Legend以降）。 |
| Firesprite                     | イギリス     | 2012年        | 2021年9月8日   | SCEスタジオリバプール出身の開発者が在籍。プレイルーム、THE PLAYROOM VRの開発で知られる。                                             |
| ブルーポイントゲームズ         | アメリカ     | 2006年        | 2021年10月1日  | PlayStationプラットフォーム向けのリメイクやリマスターを行う。Demon's Souls、ワンダと巨像など。                                       |
| Valkyrie Entertainment         | アメリカ     | 2002年        | 2021年12月11日 | PlayStationタイトルの共同開発を行う。ゴッド・オブ・ウォー、inFAMOUS、Twisted Metalなど。                                             |
| バンジー                       | アメリカ     | 1991年5月     | 2022年2月1日   | Halo、Destinyなど。 |
| Audeze                         | アメリカ     | 2008年        | 2023年8月25日  | PlayStationのオーディオ体験の強化。                                                                                                  |
| Haven Entertainment Studios    | カナダ       | 2021年3月     | 2022年3月22日  | 2021年3月にSIEの出資で設立。 |
| Repeat.gg                      | アメリカ     | 2015年        | 2022年8月4日   | フォートナイト (ゲーム)、League of Legendsなどのeスポーツプラットフォーム。                                                          |

### 出資会社
- Accelbyte（少数持分）
- Discord（少数持分）
- フロム・ソフトウェア（14.09%）
- Devolver Digital（5.03%）

### 閉鎖・解散
自社スタジオ
| 名称                      | 概要 |
| ------------------------- | --- |
| SCEスタジオリバプール     | 1993年に買収した旧・Psygnosys。2012年閉鎖。ワイプアウトシリーズ、デストラクション・ダービーシリーズ、G-POLICEシリーズ、ファイヤーパニックなど。                                                             |
| SCEアメリカ               | 1999年に989 Studiosに合併され、SCEA本部はSCEフォスターシティスタジオに置かれた。 SingleTracと共同でツイステッド・メタルシリーズ、ESPN ストリートゲームスシリーズ、エアアサルト、COOL BOARDERSシリーズなど。 |
| ゲリラケンブリッジ        | SCEケンブリッジスタジオとして設立。MediEvilシリーズ、トランスフォーマー ビーストウォーズ (ゲーム)、SAINTS 聖なる魔物、ゴーストハンター、PlayTV、フロッガーなど。                                            |
| SIEジャパンスタジオ       | 開発部門は2021年3月にTeam ASOBIに統合。ローカライズ部門はPlayStation Studios Internationalに統合。 GENJIシリーズ、サルゲッチュシリーズ、SIRENシリーズ TOKYO JUNGLE KNACK（ナック）など。                    |
| SIEマンチェスタースタジオ | 2015年設立。2020年閉鎖。PS VRタイトルに特化したスタジオだった。 |
| Pixelopu                  | 2014年設立。Entwinedやアッシュと魔法の筆など。2023年閉鎖。 |
| ロンドンスタジオ          | SIEE本部。2001年にSCEソーホースタジオ（ゲッタウェイシリーズ）とPsygnosysカムデンスタジオが合併して発足。EyeToy、SingStar、EyePet and Friendsなど。2024年閉鎖。                                              |

子会社
| 名称                       | 概要                                                                 |
| -------------------------- | -------------------------------------------------------------------- |
| ジッパーインタラクティブ   | 2006年に買収。2012年に閉鎖。SOCOMシリーズ MASSIVE ACTION GAME（MAG） |
| Evolution Studios          | 2007年に買収。2016年に閉鎖。モーターストームシリーズ DriveClub       |
| アーク・エンタテインメント | 2000年8月閉鎖。 アークザラッドシリーズ                               |
| シュガーアンドロケッツ     | 2000年8月閉鎖。ポポロクロイス物語シリーズ、I.Qシリーズなど           |
| コントレイル               | 2000年8月閉鎖。ワイルドアームズシリーズ                              |
| Firewalk Studios           | 2023年買収、2024年10月閉鎖。CONCORD                                  |
| Neon Koi                   | 2022年買収、2024年10月閉鎖。                                         |

共同出資子会社
- ディープスペース - SCE 50.5%、ウーピーキャンプ（藤原得郎） 49.5%
- セリウス - 2012年2月解散。バンダイナムコゲームス 51%、SCE 49%
- Bigbig Studios（同時に買収されたEvolution Studiosの子会社）

その他
- フォワードワークス - ソニー・ミュージックエンタテインメントに移管

## 主なサービス
かつてPlayStation 2用の周辺機器PlayStation BB Unitを介したネットワークサービスを提供していたが、PlayStation 3の発売を機に標準で利用できるオンラインサービス「PlayStation Network（PSN）」を開始し、自社ゲーム機以外からも利用できるオンラインサービスの展開を進めている。
オンラインサービス
- PlayStation Network
- PlayStation Store
- PlayStation Plus
- PlayStation Now

その他のサービス
- PlayStation Spot

終了
- PlayStation CLUB
- PlayStation Home
- プレコミュ
- PlayStation Mobile

## 役員
| 役職                                 | 氏名               | 備考                          |
| ------------------------------------ | ------------------ | ----------------------------- |
| 社長CEO兼プラットフォームビジネスCEO | 西野秀明           |                               |
| スタジオビジネスCEO                  | ハーマン・ハルスト | PlayStation Studios統括責任者 |

## 取り組み・訴訟・問題

### 日本におけるソフトウェアの流通構造
SCEが初代PlayStationを発売する以前、任天堂はスーパーファミコン用ソフトにおいて、マスクROM方式を採用していた。しかしこの方法ではゲームソフトが品切れを起こした場合、追加発注から再生産による納品までに数ヶ月を要するという欠点があった。また、卸売業者を介する多段階流通構造から、見込み発注による過剰在庫、過少発注による品切れなどが発生しやすいという欠点を抱えていた。
SCEは、PlayStationのソフト媒体としてCD-ROMを採用することにより、短期間で製造できるCD-ROMの特性を活かし、こうした流通システムとは異なる「小売業者との直取引」を基本とした流通システムを採用し、値引き販売等が起き難い仕組み作りの実現を図った。この方法の採用によって、日本のテレビゲーム事業における、流通構造を市場の需給動向へ迅速に対応できるものにしようとした。
SCEは上記販売手法の一環として、中古品取り扱い禁止、横流し販売禁止および値引き販売禁止を日本の小売業者に徹底した。そのため、これらの手法は私的独占の禁止及び公正取引の確保に関する法律に違反する疑いがあるとして、1996年（平成8年）5月に公正取引委員会の調査を受け、1998年（平成10年）1月20日、公正取引委員会から「PlayStation用ソフトウェアの販売について、小売業者に対し希望小売価格で販売するように圧力を加えた」として独占禁止法に基づく排除勧告を受けることとなった。
1996年（平成8年）には、デジキューブによるコンビニエンスストア流通、有力メーカー各社による自主流通といった「SCEを介さない流通」が始まり、前述の公正取引委員会の介入も相まって、SCEの日本における流通システムは崩壊した。
セガもまた、SCEの後追いでSCE同様の手法を自社製品の流通システムに取り入れたが、公正取引委員会に独占禁止法違反容疑をかけられ、子会社から自社に流通業務を移す形で摘発を免れた。
この流通構造の変転を受けて、テレビゲームソフトウェア流通協会は、利益確保のため中古ゲームソフト販売を拡大させた。SCE、セガ、有力ゲームメーカー各社は、「違法中古ゲームソフト撲滅キャンペーン」を展開し、中古ゲームソフト販売を違法として、販売差し止めを求める訴訟を起こしたが、2001年（平成13年）、最高裁判所は「中古ゲームソフト販売は合法である」と判示し、テレビゲームソフトウェア流通協会が勝利し、コンピュータソフトウェア協会は全面敗訴した（中古ゲーム裁判）。
2006年（平成18年）11月11日に、SCEはPlayStation 3の発売と同時にPlayStation Storeを開設して、ゲームソフトのダウンロード販売を開始。2013年（平成25年）2月には、日刊SPA!の取材に対し「具体的な数値は公開していませんが、DL版の利用度が劇的に増加しています」とコメントしている。

### アメリカでのPlayStation振動機能特許を巡る訴訟
2002年、アメリカ合衆国・イマージョン社が起こしたPlayStation、およびPlayStation 2のコントローラー振動技術（バイブレーション機能デュアルショック）の特許権をめぐる訴訟で、カリフォルニア州オークランド連邦地裁がSCEなどにアメリカでのPlayStation、およびPlayStation 2の販売差し止めと約9070万ドル（日本円で約96億円）の損害賠償を命じる判決を2005年3月24日に下した。
SCEの再審理請求は2006年3月14日にアメリカ連邦判事に棄却されたが、2007年3月1日にはイマージョン社の請求金額とライセンス料を全面的に支払う形で和解した。なお、2007年9月の東京ゲームショウにおいて再び振動に対応したデュアルショック3が発表された。

### 多様性やLGBTQ理解促進への取り組み
ゲーム業界で、いち早く多様性やLGBTQ+への取り組みを進め、既に2010年代中盤から取り組みを強化している。LGBTQの社員が差別や偏見なく自分らしさを活かし、個性が尊重され、安心して働ける職場環境の整備を推進する取り組みの一環として、配偶者にも適用される人事関連制度の一部（結婚祝い金、忌引き、社内家族イベントの参加など）を同性パートナーにも適用。更に定期的に「ダイバーシティ研修」や講演会や社内イベントを開催し、LGBTQへの理解促進に取り組んでいる。
このような取り組みは現実だけにとどまらず、Playstationプラットフォームでも、積極的に行われている。Playstation Storeでは、毎年6月のプライド月間に合わせた特集を実施、LGBTQ+コミュニティへの支援も積極的に行なっている。ゲームの主人公も、女性や黒人、アジア人を積極的に主役キャラクターにし、多様性に配慮している。

## 財務状況
円高やハードの不振により、旧SCEは2008年度（2009年3月期）の時点で104億円の債務超過に陥る事となる。こうした中、前述したソニー本体との連携強化の為として、2010年4月1日に組織再編が行われた。しかし、その後官報の決算公告により平成23年度（2012年3月期）、平成24年度（2013年3月期）、平成25年度（2014年3月期）と組織再編後も依然として巨額の債務超過であると明らかになる。
SCEは単独の決算を親会社であるソニーの業績発表会等で公表しておらず、官報の決算公告でSCE単独の貸借対照表を開示している。それによると、平成25年度（2014年3月期）は売上高6515億1900万円、営業利益88億1400万円、経常利益76億5100万円、純利益37億8400万円、資産2514億8800万円、負債3097億3800万円、純資産マイナス582億5000万円であると発表され3年度連続の債務超過である。
PlayStation 4が発売された平成25年度において、平成24年度に比べ売上高は1725億6600万円増加、流動負債は1112億8900万円増加、売上高総利益率（粗利率）は約16.46%から約12.80%、売上高営業利益率は約1.76%から約1.35%、売上高経常利益率は約1.67%から約1.17%、売上高当期純利益率は約1.64%から約0.58%へと利益率は低下し、売上げは増大したが利潤は減少した。また、有価証券評価差額金が平成24年度のマイナス53億5600万円から33億5400万円へと転じその差額分である87億1000万円と純利益等を合わせ債務超過額は124億9600万円減少した。
解散した旧SCEも前年度より債務超過に陥りながらもPSP goを発売した2009年度（2010年3月期）に1012億6300万円の債務保証を受けており、同様に債務超過という財務状況下においてSCE、SCEA、SCEEの三社は平成24年度、ソニー本社より三社合計2629億6100万円という非常に高額の債務保証を受けている（SCE単独では1209億300万円）。更に平成25年度、SCE、SCEA、SCEEの三社はソニー本社より三社合計2150億8600万円の債務保証を受けている（SCE単独では1128億3900万）。なお、株主総会の資料がネット開示されるようになった2008年度以降確認出来るだけでもSCEAは債務保証を毎年受けて事業展開している。
尚、ソニー本体のゲーム&ネットワーク事業としてのセグメント別決算では2014年度にはPS4の世界的な好調を受けて481億円の営業利益を上げ、黒字に転換している。